# Lutz Schnell
Lutz Schnell (* 1960 in Verden (Aller)) ist ein deutscher Schauspieler, Synchronsprecher, Synchronregisseur, Hörspiel-Sprecher und Hörbuchsprecher.

## Leben
Schnell besuchte mehrere Schauspielschulen, unter anderem bei Hildburg Frese und Hedi Höpfner. Nach Theaterengagements wirkte er in Das Boot (1981) und Fernsehserien mit, beschränkt sich allerdings weitgehend auf die Synchronisation.
Er wirkte 1985 in der Fernsehserie Eigener Herd ist Goldes wert als Neffe Günter mit.
Bekannt ist Schnell vor allem durch seine Stimme, die er unter anderem Tim aus den Hörspielen und Verfilmungen der Tim-und-Struppi-Comics, Michelangelo in Teenage Mutant Hero Turtles und Torti Schlumpf sowie Hank Schrader in der Fernsehserie Breaking Bad als auch Jesse Mach in Street Hawk lieh. Auch in dem 3D-Kinoabenteuer Die Abenteuer von Tim und Struppi – Das Geheimnis der Einhorn war er wieder zu hören, diesmal in der Rolle des Kapitän Haddock. Im Jahr 2009 bis 2013 lieh er seine Stimme Gustavo Rocque aus der Serie Big Time Rush.
Ebenso ist er bekannt als die deutsche Synchronstimme von Mads Mikkelsen (Pusher, Pusher 2, Flickering Lights, Dänische Delikatessen, Adams Äpfel) oder aktuell von Wayne Knight (The Exes) und weiteren.
Seit 2001 lebt er in Berlin.

## Filmografie (Auswahl)
- 1978: Winterspelt 1944
- 1979: PS, Staffel 4: Feuerreiter (Fernsehserie)
- 1981: Das Boot
- 1984–1986: Eigener Herd ist Goldes wert (Fernsehserie)

## Synchronarbeiten (Auswahl)
Akio Ōtsuka
- 2006: Detektiv Conan: Das Requiem der Detektive als Juugo Yokomizo
- 2009: Detektiv Conan: Der nachtschwarze Jäger als Juugo Yokomizo

Shea Whigham
- 2009: Fast & Furious – Neues Modell. Originalteile. als Agent Ben Stasiak
- 2013: Fast & Furious 6 als Agent Ben Stasiak

Pete Docter
- 2015: Alles steht Kopf als Vaters Wut
- 2024: Alles steht Kopf 2 als Vaters Wut

Dean Norris
- 2008–2013: Breaking Bad (Fernsehserie) als Hank Schrader
- 2013–2015: Under the Dome (Fernsehserie) als James „Big Jim“ Rennie
- 2020: Better Call Saul (Fernsehserie) als Hank Schrader (Folgen 5x03–5x04)

John Callen
- 2012: Der Hobbit: Eine unerwartete Reise als Oin
- 2013: Der Hobbit: Smaugs Einöde als Oin
- 2014: Der Hobbit: Die Schlacht der Fünf Heere als Oin

Kevin Chapman
- 2003: Mystic River als Val Savage
- 2010: Madso’s War als Gerry Walker
- 2011: Street Kings 2: Motor City als Det. Jimmy Rogan
- 2011–2016: Person of Interest (Fernsehserie) als Detective Lionel Fusco

W. Earl Brown
- 2004–2006: Deadwood (Fernsehserie) als Dan Dority
- 2010: Bloodworth – Was ist Blut wert? als Brady Bloodworth
- 2013: A Single Shot – Tödlicher Fehler als Puffy
- 2014–2015: True Detective (Fernsehserie) als Detective Teague Dixon
- 2015–2017: American Crime (Fernsehserie) als Thomas „Tom“ Carlin

Eddie Marsan
- 2010: Der Kuss des Sandmanns als Kevin Tughan
- 2013: Mr. May und das Flüstern der Ewigkeit als John May
- 2015: River (Fernsehserie) als Thomas Neill Cream
- 2019: Fast & Furious: Hobbs & Shaw als Professor Andreiko
- 2019: The Gentlemen als Big Dave

Mads Mikkelsen
- 1999: Bleeder als Lenny
- 2000: Blinkende Lichter als Arne
- 2003: Dänische Delikatessen als Svend
- 2005: Adams Äpfel als Ivan Fjeldsted
- 2006: Exit als Thomas Skepphult
- 2010: Kampf der Titanen als Draco

Vincent D’Onofrio
- 2002: The Salton Sea als Pu–Bär
- 2005: Thumbsucker als Mike Cobb
- 2006: Trennung mit Hindernissen als Dennis Grobowski
- 2009: Gesetz der Straße – Brooklyn’s Finest als Bobby „Carlo“ Powers
- 2011: Bulletproof Gangster als John Nardi
- 2014: Der Richter – Recht oder Ehre als Glen Palmer

Oliver Platt
- 2002: ZigZag als Mr. Walters – „Die Kröte“
- 2009: 2012 als Carl Anheuser
- 2010: Please Give als Alex
- 2012: Ginger & Rosa als Mark Zwei
- 2014: Kill the Messenger als Jerry Ceppos
- 2016: Shut In als Dr. Wilson

Paul Giamatti
- 2010: Barney’s Version als Barney Panofsky
- 2011: Pretty Bird als Rick Honeycutt
- 2011: Win Win als Mike Flaherty
- 2013: Saving Mr. Banks als Ralph
- 2014: 12 Years a Slave als Freeman
- 2015: Straight Outta Compton als Jerry Heller

Toby Jones
- 1999–2000: Inspector Barnaby (Filmreihe, 4. Folgen) als Rechtsmediziner Dr. Dan Peterson
- 2010: Charles Dickens – Der Raritätenladen als Daniel Quilp
- 2011: My Week with Marilyn als Arthur Jacobs
- 2011: Captain America: The First Avenger als Arnim Zola
- 2012: The Girl als Alfred Hitchcock
- 2014: The Return of the First Avenger als Arnim Zola
- 2015–2016: Wayward Pines (Fernsehserie) als David Pilcher/Dr. Jenkins
- 2015: Marvel’s Agent Carter als Arnim Zola
- 2016: Dad’s Army als George Mainwaring
- 2017: Schneemann als DC Svensson
- 2021: What If…? als Arnim Zola
- 2022: Der denkwürdige Fall des Mr Poe als Dr. Daniel Marquis
- 2023: Indiana Jones und das Rad des Schicksals als Basil Shaw

Rik Mayall
- 1991: Mein böser Freund Fred als Der böse Freund Fred (2. Synchro: 2004)
- 1997: Inspector Barnaby als David Roper
- 1998: Mord auf Sendung als Dominic De'Ath
- 1999–2001: Unten am Fluss (Fernsehserie, Staffel 1–2) als Kehaar

### Als Synchronregisseur

#### Serien
- 1993: Mila Superstar – Dialogregie, 101 Episoden (zusammen mit Claus Wilcke)

### Filme
- 1984 Pinocchio – A.J. Henderson als:
  - Mangiafuoco,
  - Fuchs,
  - Melodys vati,
  - Junge mit Brille auf einer melody geburtstagsfeier
- 2003: Dreizehn – Jeremy Sisto als Brady
- 2004: 30 über Nacht – Andy Serkis als Richard Kneeland
- 2004: Ocean’s 12 – Jared Harris als Bashers Techniker
- 2006: Pirates of the Caribbean – Fluch der Karibik 2 – Andy Beckwith als Clanker
- 2007: Ghost Rider – Donal Logue als Mack
- 2007: Die Liebe in den Zeiten der Cholera – John Leguizamo als Lorenzo Daza
- 2007: Das Streben nach Glück – Mark Christopher Lawrence als Wayne
- 2008: Lauschangriff – My Mom’s New Boyfriend – Enrico Colantoni als Enrico
- 2008: Love Vegas – Andrew Daly als Curtis
- 2011: Wasser für die Elefanten – E. E. Bell als Cecil
- 2011: Kung Fu Panda 2 – Jean-Claude Van Damme als Meister Croco
- 2011: Planet der Affen: Prevolution – Tyler Labine als Robert Franklin
- 2013: Inuk – Knud Therkielsen als Inuks Stiefvater
- 2013: Die Monster Uni – Joel Murray als Don
- 2013: American Hustle – Louis C.K. als Stoddard Thorsen
- 2013: Taffe Mädels – Dan Bakkedahl als Craig Garrett
- 2017: Coco – Lebendiger als das Leben! – Gabriel Iglesias als Angestellter
- 2019: Ad Astra – Zu den Sternen – Donnie Keshawarz als Captain Lawrence Tanner
- 2019: Gemini Man – Benedict Wong als Baron
- 2019: Le Mans 66 – Gegen jede Chance als Tannoy
- 2020: Little Women – Tracy Letts als Mr. Dashwood
- 2020: Sound of Metal – Tom Kemp als Dr. Paysinger
- 2020: The Prom – Kevin Chamberlin als Sheldon Saperstein
- 2021: Geheimes Magieaufsichtsamt – Marc Thompson als König / Zirkusarbeiter
- 2025: Ein Minecraft Film (A Minecraft Movie) als Malgoshas Vater

### Serien
- 1985: Street Hawk – Rex Smith als Jesse Mach
- 1992–1993: Tim und Struppi als Tim
- 1993–2001: Walker, Texas Ranger – Clarence Gilyard Jr. als James „Jimmy“ Trivette
- 1995: Die tollen Fußballstars – Nobuo Tobita als Ken Wakashimazu
- 1997: Weihnachtsmann & Co. KG – als Gugor
- 1999–2001: Unten am Fluss – Anthony Jackson (Staffel 3) als Kehaar
- 2000–2001: Ocean Girl – Prinzessin der Meere – Michael Carman als Galiel
- 2002: Azumanga Daioh – Norio Wakamoto als Chiyos Vater
- 2003–2010: Cold Case – Kein Opfer ist je vergessen – Jeremy Ratchford als Det. Nick Vera
- 2005: Blue Water High – Martin Lynes als Craig Simmons
- 2005–2006: Desperate Housewives – Kurt Fuller als Detective Barton
- 2005–2007: Katzekratz – Rob Paulsen als Gordon
- 2007: Desperate Housewives – Greg Evigan als Charles McLain
- 2008: Transformers: Animated – Jeff Bennett als Prowl
- 2008–2010: The Wire – Chad L. Coleman als Dennis „Cutty“ Wise
- 2008–2013: Californication – Callum Keith Rennie als Lew Ashby
- 2008–2012: Die Pinguine aus Madagascar – John DiMaggio als Rico
- 2009–2013: Big Time Rush – Stephen Kramer Glickman als Gustavo Rocque
- 2009–2013: Whitechapel – Philip Davis als DS Miles
- 2011: Star Wars: The Clone Wars – Dave Fennoy als Jedi-Meister Pong Krell
- 2011–2015: The Exes – Wayne Knight als Haskell Lutz
- 2011–2015: Jessie –  Kevin Chamberlin als Bertram
- 2012–2015: Rizzoli & Isles – Brian Goodman als Lieutenant Sean Cavanaugh
- 2013: Navy CIS: L.A. – Pasha D. Lychnikoff als Michael Zirov
- 2013–2021: Brooklyn Nine-Nine – Dirk Blocker als Det. Michael Hitchcock
- 2014: Black Sails – Mark Ryan als Gates
- 2017–2018: Wolkig mit Aussicht auf Fleischbällchen – Seán Cullen als Bürgermeister Shelbourne
- 2017–2021: Haus des Geldes – Darko Peric als Helsinki
- 2018: The Looming Tower (2. Synchro) – Bill Camp als Robert Chesney
- 2019: Chernobyl – Alex Ferns als Andrei Gluchow
- 2020–2022: Big Sky – John Carroll Lynch als Rick Legarski / Wolfgang Legarski
- 2021: Paris Police 1900 – Patrick d’Assumçao als Commissaire Puybaraud
- 2022: The Chelsea Detective – Adrian Scarborough als DI Max Arnold

### Videospiele
- 2005: Madagascar als Mason u. a.
- 2009: diverse Rollen in Batman: Arkham Asylum
- 2011: diverse Rollen in Batman: Arkham City
- 2015: Lego Jurassic World als Dennis Nedry
- 2017: Wolfenstein II: The New Colossus als Horton Boone

## Hörbücher
- 2009: Mark Nykanen: Der Fallensteller (Audible exklusiv, gemeinsam mit Vera Teltz) – Roman: ISBN 978-3-442-37146-4 (Blanvalet Taschenbuch Verlag, 2009)